# Moníletrix
Moníletrix és un trastorn genètic rar autosòmic dominant del pèl que dona com a resultat que els pèls siguin fràgils, curts i trencats. Prové de la paraula llatina per collaret (monile) i de la paraula grega per a pèl (thrix).

## Presentació
La presentació pot ser d'alopècia (calvície). Els individus varien en gravetat dels símptomes. També es poden observar deformitats de les ungles, així com queratosi fol·licular pilosa i hiperqueratosi fol·licular.

## Causa
Les causes són les mutacions que afecten els gens KRTHB1 (KRT81), KRTHB3 (KRT83) o KRTHB6 (KRT86) que codifiquen les queratines de còrtex capil·lar de tipus II. El trastorn s'hereta d'una manera autosòmica dominant. Això significa que el gen defectuós responsable del trastorn es troba en un autosoma i només una còpia del gen és suficient per causar el trastorn, quan s'hereta d'un progenitor que té el trastorn.

## Diagnòstic
Es pot diagnosticar amb una tricoscòpia, que és una prova derivada de la dermatoscòpia i no fa necessari tallar cabells per fer-ne el diagnòstic.